# Chloroclystis lichenodes
Chloroclystis lichenodes là một loài bướm đêm trong họ Geometridae.